# لي كوبر (لاعب كرة قدم)
لي كوبر (بالإنجليزية: Leigh Cooper)‏ (7 مايو 1961 في المملكة المتحدة - ) هو لاعب كرة قدم بريطاني في مركز الظهير. لعب مع نادي بليموث أرجايل ونادي ألدرشوت وTruro City F.C. ‏.